# Municipio de Spring Creek (condado de Coffey)
El municipio de Spring Creek (en inglés: Spring Creek Township) es un municipio ubicado en el condado de Coffey en el estado estadounidense de Kansas. En el año 2010 tenía una población de 114 habitantes y una densidad poblacional de 1,26 personas por km².

## Geografía
El municipio de Spring Creek se encuentra ubicado en las coordenadas 38°5′19″N 95°33′50″O / 38.08861, -95.56389. Según la Oficina del Censo de los Estados Unidos, el municipio tiene una superficie total de 90.51 km², de la cual 89,97 km² corresponden a tierra firme y (0,6 %) 0,55 km² es agua.

## Demografía
Según el censo de 2010, había 114 personas residiendo en el municipio de Spring Creek. La densidad de población era de 1,26 hab./km². De los 114 habitantes, el municipio de Spring Creek estaba compuesto por el 100 % blancos. Del total de la población el 0 % eran hispanos o latinos de cualquier raza.